# Kepler-24
 (juin 2025).
Désignations
Kepler-24 est une étoile. Elle se trouve dans la constellation de la Lyre. Elle est située à environ 1 156,81 parsecs de la Terre.

## Caractéristiques physiques
Sa température effective est d'environ 6028 K.
Sa masse est estimée à 1,06 fois celle du Soleil.
Son rayon est d'environ 1,1 fois celui du Soleil.
Sa luminosité est d'environ 1,15 fois celle du Soleil.

## Observation
Ses coordonnées célestes sont : ascension droite 19h 21m 39,18s, déclinaison +38° 20′ 37,42″.

## Environnement stellaire
L'étoile se trouve dans la constellation Lyre.
Elle est située à environ 1 156,81 parsecs de la Terre.

## Histoire
L'étoile Kepler-24 a été découverte et cataloguée dans le cadre des observations astronomiques modernes[évasif].

## Système planétaire
| Planète     | Masse   | Demi-grand axe (ua) | Période orbitale (jours) | Excentricité | Inclinaison | Rayon   |
| ----------- | ------- | ------------------- | ------------------------ | ------------ | ----------- | ------- |
| Kepler-24 b | 0,04 MJ | 0,08                | 8                        | 0,023        | 77,00°      | 0,21 RJ |
| Kepler-24 c | 0,03 MJ | 0,11                | 12                       | 0,014        | 78,00°      | 0,22 RJ |
| Kepler-24 d | 0,92 MJ | 0,05                | 4                        |              | 75,00°      | 0,15 RJ |
| Kepler-24 e | 0,08 MJ | 0,14                | 18                       |              | 79,00°      | 0,25 RJ |